# SJ Rb
Die Baureihe Rb waren sechs Vorserien-Elektrolokomotiven für den schweren Streckendienst bei Statens Järnvägar (SJ) in Schweden. Aus den gewonnenen Erkenntnissen entstanden die einzelnen Baureihen der ab 1967 gelieferten Serie Rc.

## Technischer Hintergrund
Von der Vorserie wurden sechs Exemplare in verschiedenen Ausführungen hergestellt und in die Unterbaureihen Rb1, Rb2 und Rb3 eingereiht. Sie wurden verwendet, um technische Neuerungen zu erproben.
Die Beschaffung erfolgte aus der Erkenntnis der SJ, dass die seit 1925 gebauten 333 alten D-Lokomotiven ersetzt werden müssen. Dazu kamen beschäftigungspolitische Gründe, da ASEA an Auftragsmangel litt sowie Erfahrungen mit dem Bau von Wechselstromlokomotiven sammeln sollte.
Bereits in den 1920er Jahren wurden Dioden hergestellt. Diese waren zu dem Zeitpunkt so weit entwickelt, dass sie in der Leistungselektronik eingesetzt werden konnte. Nur wenige Jahre vor dem Bau der Lokomotiven kamen die ersten Thyristoren auf den Markt. Diese erschienen den Entwicklern noch nicht so weit ausgereift, um sie gleich beim Bau der Baureihe Rb einzusetzen.
Die Rb-Lokomotiven waren zudem Muster für Lokomotivverkäufe und Lizenzvergaben in das Ausland. So beschafften Rumänien (CFR etwa 1000 Stück der Reihe 060 EA) und Jugoslawien (JŽ 103 Lokomotiven der Reihe 461) einer sechsachsigen Variante, die teilweise in Lizenzfertigung gebaut wurden. Die norwegische Lokomotiven der Reihe El 15, die nun von Grenland Rail als Grenland Rail El 15 verwendet werden, besitzen eine Struktur, die zum Teil auf der Rb basiert.

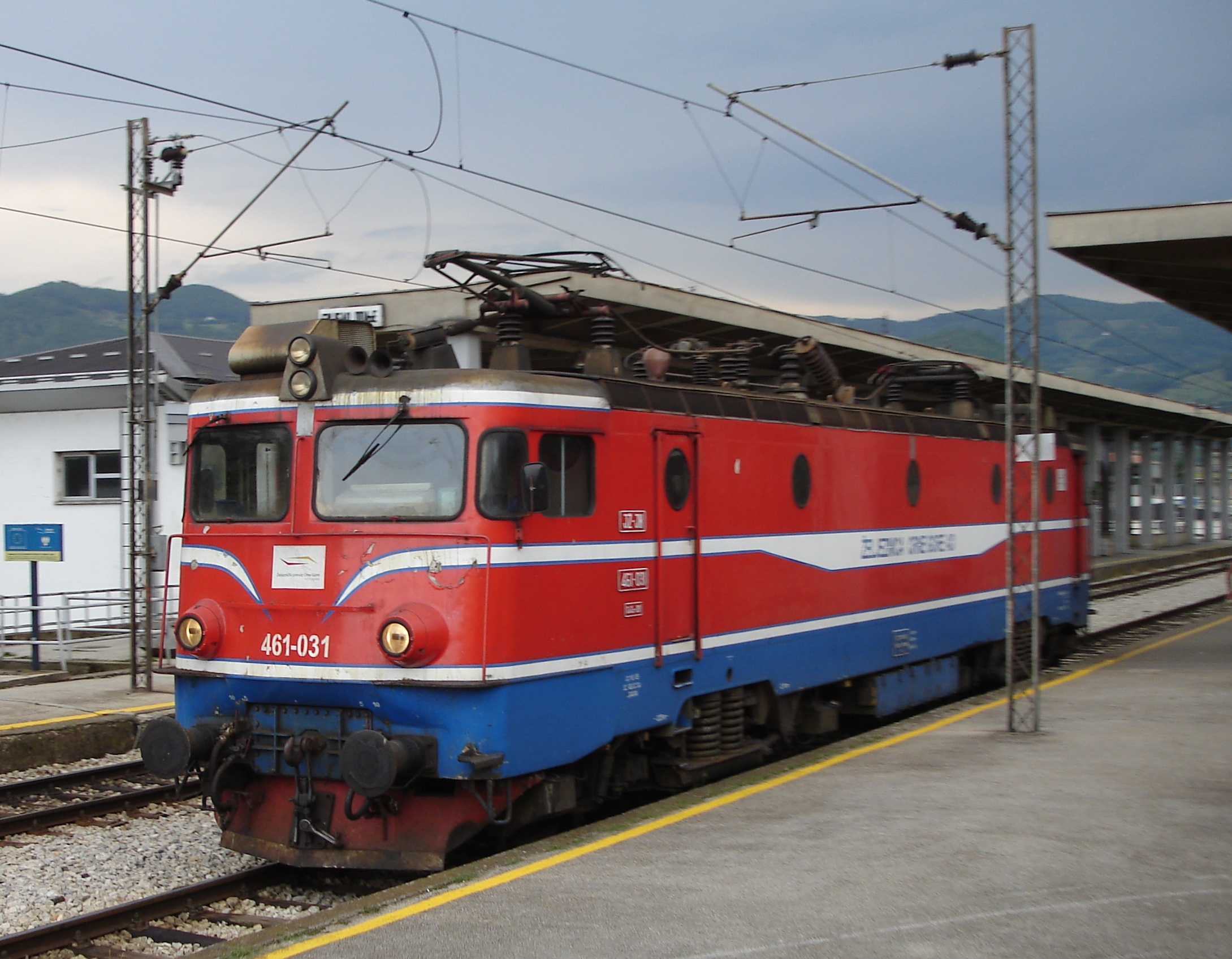
Ehemals jugoslawische 461
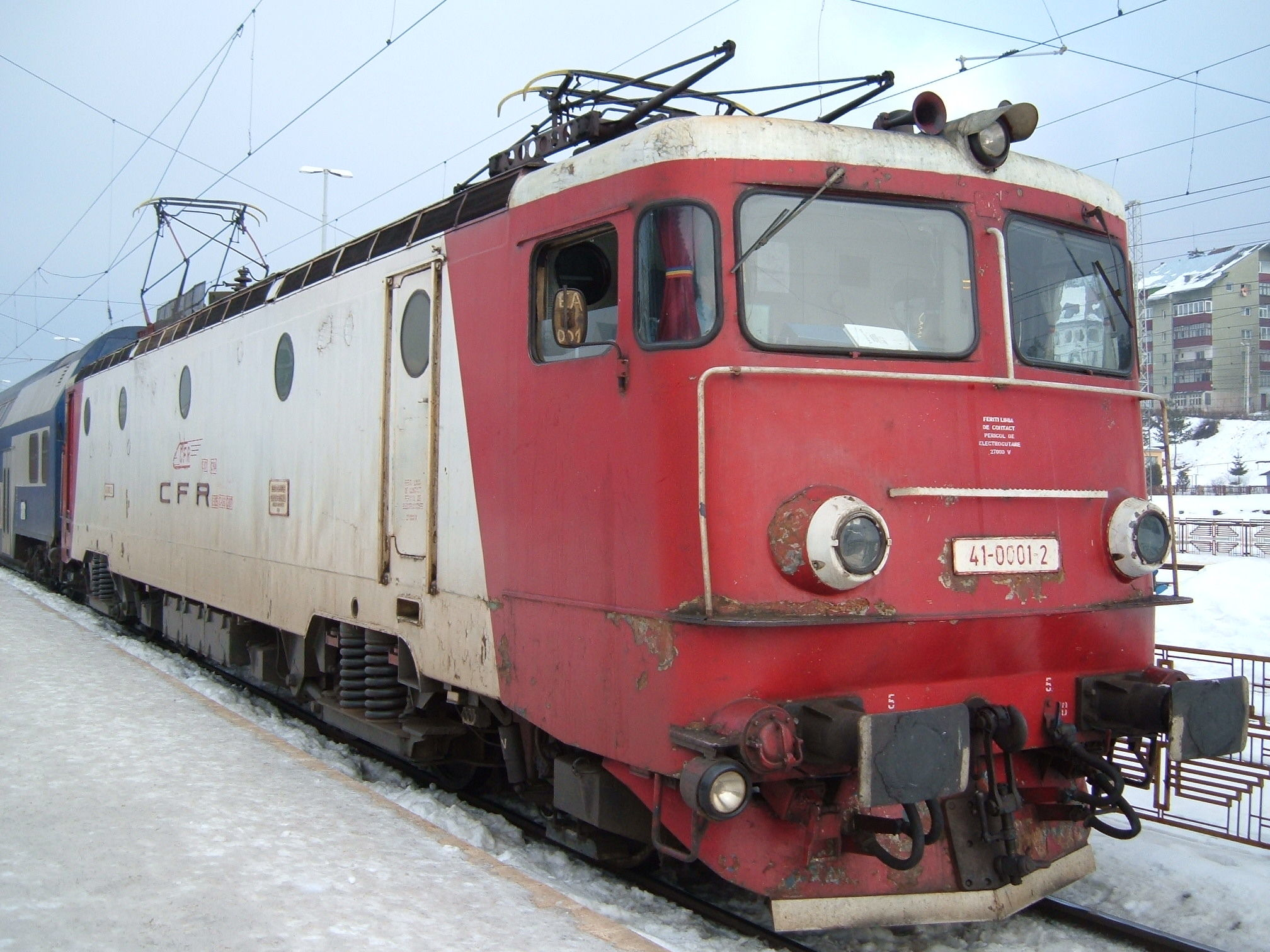
41 001 der CFR

Im Gegensatz zu den späteren Serienlokomotiven hatte die Vorserie etwas niedrigere Windschutzscheiben und eine glatte äußere Oberfläche. Sie waren mit dem Stromabnehmer-Typ LLXJE 135 ausgestattet.

## SJ Rb1
Die beiden Lokomotiven der Bauart Rb1 erhielten die Nummern Rb1 1001 und Rb1 1002. Sie wurden von ASJ und ASEA als Gleichrichterlokomotiven gebaut und mit Hochspannungssteuerung ausgestattet. Die Gleichrichtung der Spannung erfolgte mit Dioden.
Die Lokomotiven wurden durch Reihenschlussmotoren angetrieben, die mit Gleichspannung anstatt der bei früheren Lokomotivbauten verwendeten mit Wechselspannung betriebenen Einphasen-Reihenschlussmotoren eingesetzt wurden. Diese beiden Lokomotiven wurden das Modell für den Export, weil sie für Rumänien und Jugoslawien (außer Slowenien) die beste Lösung mit der vorhandenen Netzspannung 25 kV bei 50 Hz boten. Sie waren von Anfang an mit für den Export geplant, der Lokkasten erhielt das engere internationale Profil von 3100 mm.
Die Rb1 1002 wurde nach dem Einsatz in Ånge bis 1976 dort abgestellt und 1985 verschrottet.

## SJ Rb1T
Als der Einsatz von Thyristoren möglich war, wurde die Rb1 1001 1965 zur Thyristorlok umgebaut und als Rb1T bezeichnet.
Die Thyristoren erlaubten eine genaue und variable Steuerung des Motorstroms, so dass der Lokführer die Lokomotive auf die gewünschte Geschwindigkeit beschleunigen konnte, ohne zwischen verschiedenen Fahrmodi zu wechseln. Darüber hinaus gab es weitere Vorteile: höhere Zugkraft, weniger Schlupfrisiko und geringere Wartung.
Diese Lokomotive wurde der Prototyp für die Reihe Rc. Nach dem Einsatz in Ånge bis 1974 wurde sie dort abgestellt und 1985 verschrottet.

## SJ Rb2
Die beiden Lokomotiven der Bauart Rb2 erhielten die Nummern Rb2 1003 und Rb2 1004. Sie wurden von ASEA und Nydqvist och Holm gebaut.
Diese Lokomotiven hatten die gleiche Art der Steuerung und Motoren wie die Baureihen Ma und F. Dies war eine Hochspannungssteuerung und Wechselstrommotoren aus der bisherigen Serie. Diese Ausführung kam nicht so gut mit der Netzspannung von 25 kV mit 50 Hz, wie sie im Exportmarkt verwendet wurde, zurecht. Die Lokomotiven funktionierten gut, aber die Diodentechnologie der Serie Rb1 war interessanter, und so fand diese Ausführung keine Anhänger in Schweden oder im Ausland. Beide Lokomotiven wurden daher nach längerer Abstellzeit ausgemustert, die Rb2 1003 im Juni 1975 und die Rb2 1004 im Juni 1976.
Die Rb2 1003 wurde 1984 als Gegengewicht für den Schienenumbauzug verwendet und wie die Rb2 1004 1985 verschrottet.

## SJ Rb3
Die beiden Lokomotiven der Bauart Rb3 erhielten die Nummern Rb3 1005 und Rb3 1006. Sie wurden von ASEA und Motala Verkstad gebaut.
Technisch waren sie baugleich wie die Rb2 und unterschieden sich lediglich im Hersteller des mechanischen Teils. Für diese Serie gab es ebenfalls keine Nachfolger. Beide Lokomotiven wurden nach längerer Abstellzeit ausgemustert, die Rb3 1005 im Dezember 1975 und die Rb3 1006 ein halbes Jahr später. Die Rb3 1006 wurde noch 1976 verschrottet.
Die Rb3 1005 wurde offiziell 1989 an Banverket überschrieben, weil Teile der Lok Jahre zuvor für den Prototyp eines neuen Schienenumbauzuges verwendet wurden.

## Schnellumbauzug
Die Drehgestelle und Teile des Bodenrahmens der Rb3 1005 wurden für einen Oberbauschnellumbauzug verwendet, den SJ in den 1980er Jahren konstruierte. Verantwortlich dafür war Ingenieur Hamrin aus Lesjöfors sowie Lennart Borup von SJ BAUR (Banavdelningens Rationaliseringskontor). Die Lokomotive wurde im Januar 1978 in der Versuchswerkstatt in Falköping in einen Wagen für diesen Zug umgebaut, dieser wurde im August 1990 verschrottet. Die letzten Teile der Lok wurden an Gotthard Nilsson Återvinning AB, Nässjö, verkauft und im November 1996 verschrottet.
Der Zug wurde auf der Västra stambana getestet und brachte auf gerader Strecke gute Ergebnisse. Nachdem er sich in den Bögen bei Kåhög zwischen Partille und Jonsered festfuhr, wurde er nicht weiter eingesetzt. Dieser Zug ist inzwischen verschrottet.